# Bil Bo K
Pour l’article ayant un titre homophone, voir Bilboquet (homonymie).
Bil Bo K (typographié « BIL BO K ») est une revue artistique belgo-française fondée en 1995 par Philippe Blondez.

## Histoire
Fondée par l'artiste et scénographe belge Philippe Blondez, Bil Bo K rassemble des interventions d'artistes plasticiens (designer, photographe) ainsi que des créateurs de mode, des musiciens et des écrivains, autour d'un thème imposé. Les images prédominent sur les textes, lesquels sont parfois traduits en langue anglaise. La pagination fluctue entre 64 et 96 pages (jusqu'à 200 pages pour des numéros spéciaux) et le format évolue, passant du 20,5 x 20,5 cm, puis au 30 x 30 cm et enfin à l'in-quarto à partir du numéro 18.
Le nom de « Bil Bo K » fait référence au projet de revue Bilboquet, en 1922, de Clément Pansaers, dadaïste belge, qui devait réunir les signatures de Constantin Brancusi, Jean Cocteau, Marcel Duchamp, Ezra Pound, Igor Stravinsky… Pansaers décède en octobre 1922 et l’année suivante, Antonin Artaud, sous le pseudonyme de Eno Dailor, édite une revue Bilboquet » sous forme de feuillets, qui ne compte que deux numéros.
La première livraison de Bil Bo K s'est effectuée à Bruxelles le 21 juin 1995 et tirée à sept cents exemplaires avec en couverture la mascotte Sonic le hérisson en pantoufles, une œuvre signée Laurent Baudoux. Originellement, la revue devait s'intituler De toute façon quelqu'un travaille pour vous, ce titre devenant par la suite le sous-titre du support. Bil Bo K est également surnommé « magazine des errances contemporaines ».
Si la revue compte un numéro zéro tiré seulement à une dizaine d'exemplaires, il n'y eut pas de numéro 2 et 3. Des éditions hors-séries sont entreprises en 1996, 2000, 2004 et 2015.
Vendue seulement dans un réseau de librairie et de boutiques ouvertes aux publications artistiques, Bil Bo K a reçu entre autres le soutien du Conseil régional d'Île-de-France en 2013 et a été lauréat de la Fondation 3 Suisses en 1997.

## Contributeurs invités
Jean-Jacques Abrahams, Jean-Christophe Bailly, Pierre-Yves Balut, Jenny Bel'Air, Bruce Benderson, Pierre Bismuth, Pierre Bourgeade, Marie-Puck Broodthaers, Jan Bucquoy, Emmanuel Caron, Cercle Abar, Jake et Dinos Chapman, Vincent Corpet, Matali Crasset, François Curlet, Marc Dachy, François Dagognet, Robert Dehoux, Wim Delvoye, Philippe Di Folco, Stan Douglas, Guillaume Dustan, Florence Doléac, Raffaël Enault Patrick Eudeline, Pierre Gayte, Noël Godin, Denis Grozdanovitch, Matthew Herbert, Hilarius Hofstede, Richard Kern, Ron Kolm, Ariel Kyrou, Mike Ladd, Eric Le Brun, Dominique Lecourt, Édouard Levé, Mariko Mori, Gianni Motti, Jean-Jacques Perrey, Philippe Ramette, Giorgio Sadotti, Thomas Schlesser, Ann Scott, Ronald Sukenick, Laurent de Sutter, Sextoy, Patrick Vidal, Agnès Villette, François Weyergans, Elizabeth Wright, Gaspard Yurkievich, Nick Zedd...